# الرياضيات عند الإغريق

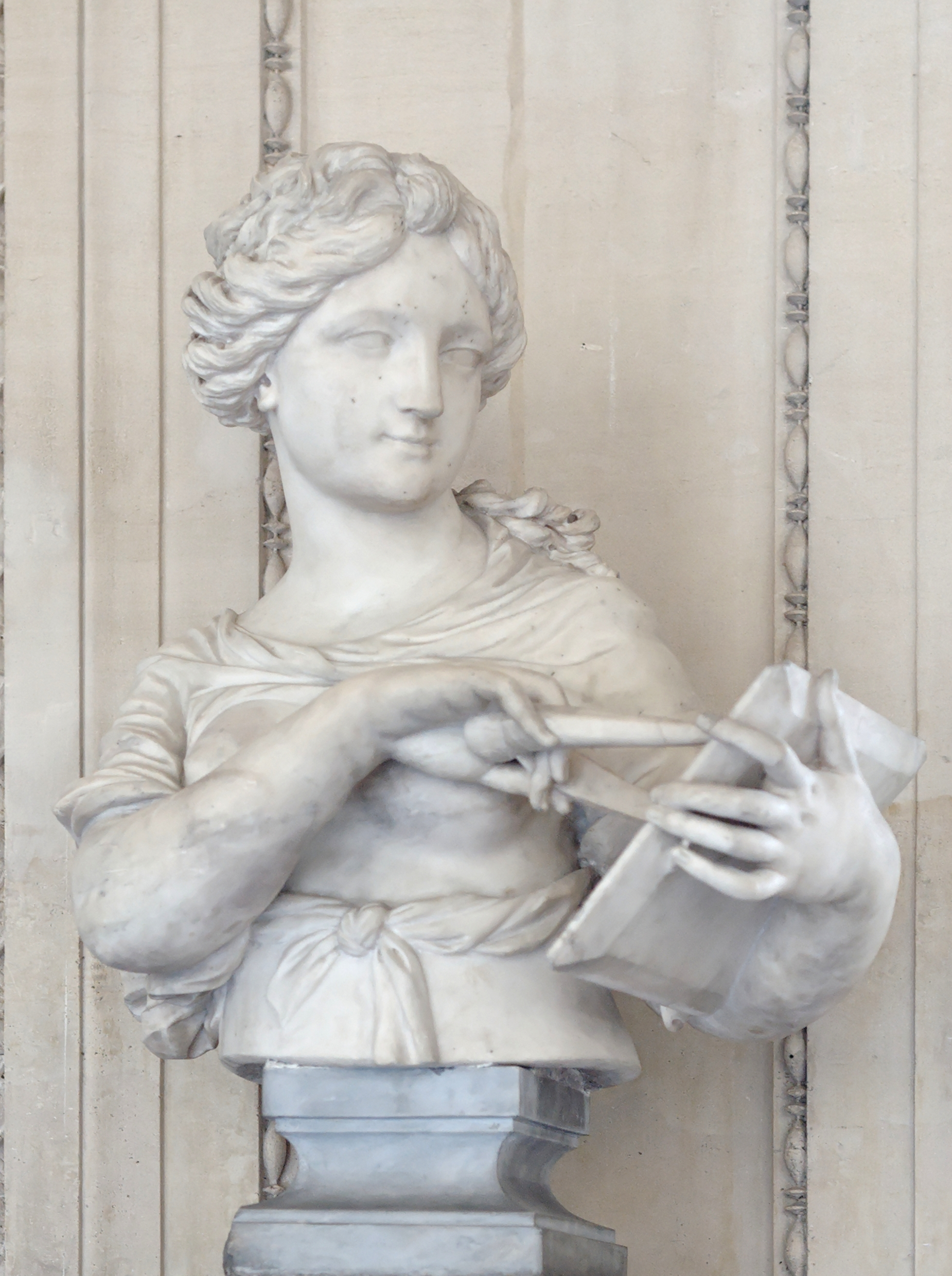

تشير الرياضيات اليونانية إلى نصوص الرياضيات المكتوبة والأفكار الصادرة خلال فترتي العصر الكلاسيكي اليوناني والعصر الهلنستي، وقد انتشر وجودها في المناطق الموجودة حول شواطئ شرق البحر المتوسط من القرن السابع قبل الميلاد وحتى القرن الرابع الميلادي.
عاش علماء الرياضيات اليونانيون في مدن منتشرة حول جميع أنحاء شرق البحر المتوسط بأكمله من إيطاليا إلى شمال أفريقيا، إذ وحدتهم اللغة والثقافة. اشتُقت كلمة «الرياضيات» من اللغة اليونانية القديمة، والتي تعني «مادة التعليم».
تعد دراسة الرياضيات بهدف دراستها بحد ذاتها، واستخدام النظريات والبراهين الرياضية المُعممة/ فرقًا مهمًا بين الرياضيات اليونانية وتلك الخاصة بالحضارات السابقة.

## أصول الرياضيات اليونانية
يُعتبر أصل الرياضيات اليونانية أصلًا غير موثق بشكل جيد، إذ تجلت أقدم الحضارات المتقدمة في اليونان وأوروبا بالحضارة المينوسية، وفي وقت لاحق بحضارة يونان الموكيانية، وقد ازدهر كلاهما خلال فترة الألفية الثانية قبل الميلاد. امتلكت هذه الحضارات أداة الكتابة، بل وكانت قادرة على العمل بطريقة هندسية متقدمة، بما في ذلك بناء قصور مؤلفة من أربع طوابق مع شبكة الصرف الصحي الخاصة بها ومقابرها القفيرة، وبالرغم من ذلك فهي لم تترك خلفها أي إرث لوثائق رياضية.
يُعتقد أن الحضارتين البابلية والمصرية المجاورتين للحضارة اليونانية قد امتلكتا تأثيرًا على التقاليد اليونانية الأحدث، وذلك على الرغم من عدم توفر دليلًا مباشرًا يدعم هذا الأمر. تأخر تقدم الرياضيات اليونانية عمومًا عن تقدم الأدب اليوناني في الفترة الممتدة بين عامي 600 و800 قبل الميلاد، ولم يُعرف سوى معلومات قليلة عن الرياضيات اليونانية التي كانت موجودة في تلك الفترة، والتي نقلها لاحقًا جميع المؤلفين اللاحقين، بدءًا من منتصف القرن الرابع قبل الميلاد.

## الفترة الكلاسيكية
وضع المؤرخون بداية عهد الرياضيات اليونانية الموافقة لعصر طاليس الملطي (نحو 548 - 624 قبل الميلاد)، ولم يُعرف سوى القليل عن حياة طاليس وعمله، بل ولم يُقدر سوى تاريخ ميلاده في كسوف عام 585 قبل الميلاد، وتاريخ مماته، والذي ربما حدث في فترة ذروة حياته. على الرغم من هذا، اتُفق عمومًا أن طاليس هو الأول بين الحكماء السبعة اليونانيين.
تُعزى مبرهنات الرياضيات الأولى، مثل مبرهنة طاليس ومبرهنة التناسب، إلى طاليس. تنص المبرهنة الأولى فيهما إلى أن الزاوية المحصورة بنصف الدائرة هي زاوية قائمة، ربما عُلمت هذه الفكرة من قبل طاليس أثناء وجوده في بابل، لكن التاريخ ينسب تفسير المبرهنة فقط إلى طاليس. ولهذا السبب، غالبًا ما يُعرف طاليس بصفته أبو التنظيم الاستنباطي للرياضيات، وأول عالم رياضيات حقيقي.
يُعتقد أيضًا أن طاليس هو أول رجل معروف في التاريخ نُسبت إليه اكتشافات رياضية محددة. وذلك على الرغم من عدم معرفة ما إذا كان طاليس هو الشخص الذي أدخل الهيكل المنطقي الموجود في الرياضيات اليوم.